# Халкиадакис, Бруно
Бруно Халкиадакис (греч. Μπρούνο Χαλκιαδάκης, порт.-браз. Bruno Chalkiadakis; 7 апреля 1993, Висоза-ду-Сеара, Сеара, Бразилия) — греческий и бразильский футболист, полузащитник.

## Карьера
Родился 7 апреля 1993 года в бразильском городе Висоза-ду-Сеара. В возрасте 16 лет переехал в Грецию, где получил местное гражданство и стал выступать за молодёжную команду «Эрготелис». 4 февраля 2012 года дебютировал за основной состав «Эрготелиса» в греческой Суперлиге в матче с клубом ОФИ, в котором вышел на замену на 83-й минуте вместо Филиппоса Дарласа. В 2015 году Халкиадакис должен был перейти в состав действующего чемпиона страны «Олимпиакоса», но в итоге трансфер сорвался и игрок подписал двухлетний контракт с клубом «Паниониос» в качестве свободного агента. В 2017 году ненадолго вернулся в Бразилию, где выступал за клуб «Каскавел» (Парана). 13 июля 2017 года подписал контракт с «ПАС Янина», за который провёл 25 матчей и забил 3 гола. Летом 2018 года перешёл в румынский «Германштадт».